# うぃなぁエンタテイメント
 うぃなぁエンタテイメント（正式名称：株式会社ウィナーエンタテイメント）は声優を中心とした日本の芸能事務所。主に声優、ナレーター、俳優のマネージメントを行っている。設立メンバーはナレーター、声優のしろがねしょぉむ。

## 概要
しろがねの個人事務所及び劇団運営事務所として、1990年（平成2年）に設立、1996年（平成8年）には法人化。日本俳優連合の委員会活動にてしろがねがフリーを支援する部会に携わる事から2003年（平成15年）にマネージメント部門を立ち上げる。
声優が多数所属していることから声優プロダクション、声優養成所というイメージが強いが、もともとは舞台の公演を目的とした劇団運営から始まっており、現在はマネージメント事業と劇団事業及び各種ラジオ番組やモバイルコンテンツ、ゲーム、CDドラマなどを中心とした音声制作を行っている。
劇団21世紀FOXのプロダクション部門であるFOXプロダクション（映放部）との事業統合により、劇団員のマネージメントについてうぃなぁエンタテイメントへの所属扱いとなった（但し、一部除く）。
2016年（平成28年）1月1日、ライヴハート株式会社の芸能マネージメントオフィス Beginning事業部に芸能マネージメント事業を譲受し、所属していた声優の大半がBeginningに移籍した。
2017年（平成29年）1月1日、ライヴハート株式会社と資本業務提携。芸能マネージメント事業を協同で実施することにより再開。

## 所属俳優
- しろがねしょぉむ
- 古川雄一
- 桂歌若
- 希峰旬
- 風間錬哉
- 飯田喜一
- 山口健
- 松本創
- 小林裕輝
- 実里江利華
- 富原静香
- 春野志朋
- 山口紗和

### 業務提携
- 福原幸穂
- 竹原朋映
- 神田亜友美
- ゆみゆみ香

## かつて所属していた主な俳優

### 男性
- 肝付兼太（81プロデュースに移籍後死去、劇団21世紀FOX主宰）
- 久保克夫（現所属：現劇団K-Show）
- 忍竜
- 志水正義
- ショッカーO野
- ノムラタツヤ（現所属：パワー・ライズ）
- ロバートウォーターマン（現所属：パワー・ライズ）
- せいじろう
- はにおかゆきこ

### 女性
- 岩崎愛（現所属：プロダクション・エース）
- 門脇知子（現所属：ティーフォース）
- 竹田愛里
- 田中美登里（現所属：アルファセレクション）
- 藤原あかり
- miko
- 森屋さちよ（現所属：トゥインクル・コーポレーション）